# Beginenberg

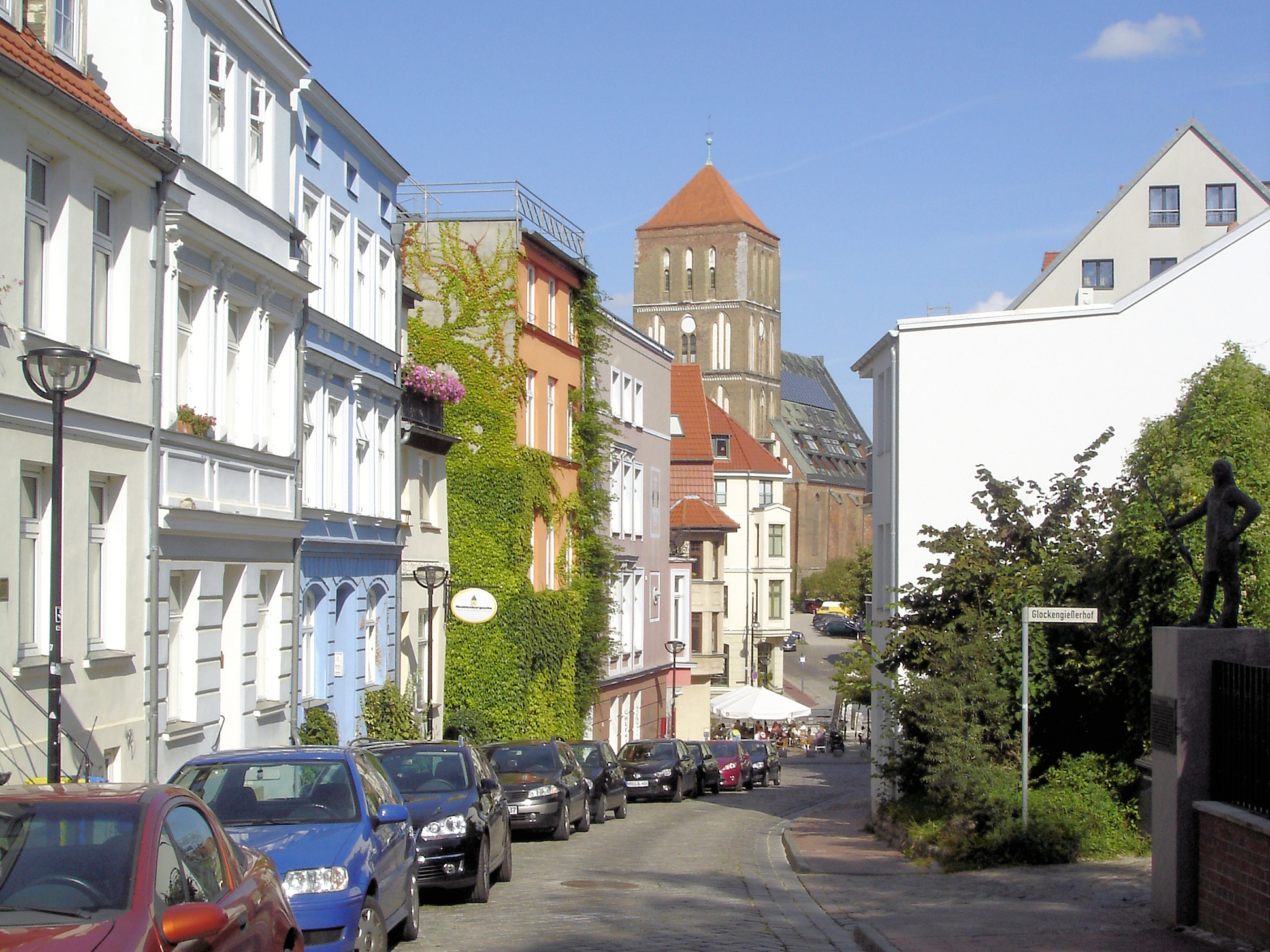
Beginenberg nach Osten

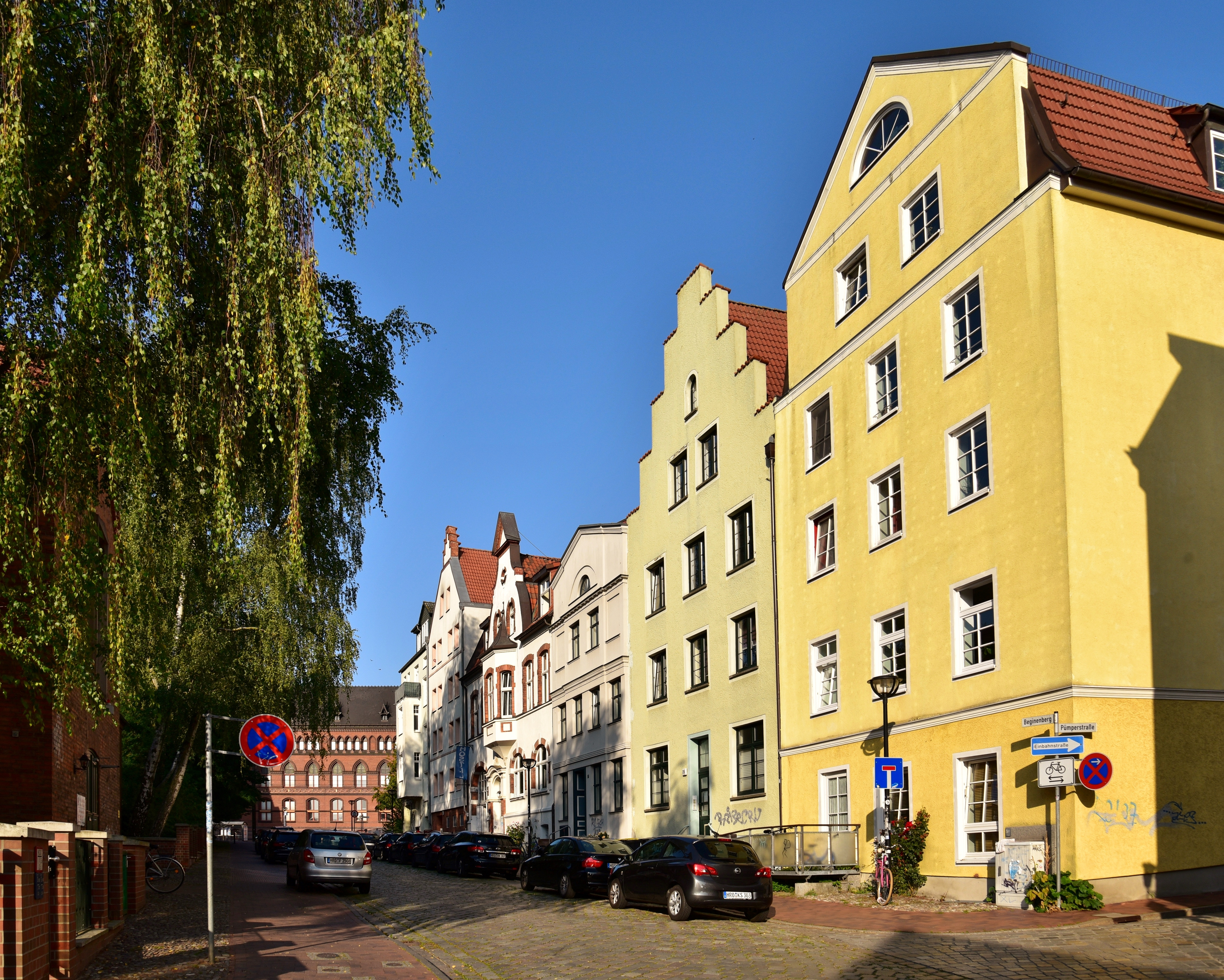
Blick nach Westen

Der Beginenberg ist eine historische Straße im Stadtkern der Hansestadt Rostock. Er ist Teil der einstigen Rostocker Mittelstadt.

## Verlauf
Der Beginenberg verbindet in West-Ost-Richtung, etwa parallel zur Stadtmauer, die Steinstraße mit der Großen Wasserstraße. Die Verbindung zur Steinstraße im Westen ist seit 2005 nur noch für Fußgänger passierbar. In ihrem Verlauf mündet in ihn die von Norden kommende Pümperstraße ein. In Richtung Süden zweigt der Glockengießerhof ab.

## Geschichte
Der Beginenberg wurde im Jahre 1308 als mons bagginarum ersterwähnt. Der Name der Straße leitet sich zum ersten durch eine Hügellage der Straße ab, da alle von der Mittelstadt in Richtung Grube (die heutige Grubenstraße) verlaufenden Straßen ein mehr oder weniger starkes Gefälle aufweisen. Daher die Bezeichnung als -berg. Da in der Straße Beginen, eine mildtätige Laiengemeinschaft unverheirateter Frauen und Witwen, sesshaft waren, bezeichnete man den Straßenzug schließlich als Beginenberg. Im mittelalterlichen und frühneuzeitlichen Rostock nahm der Beginenberg, zeitweise auch Beguinenberg geschrieben, eine mittlere Bedeutung ein, was durch die Bebauung durch sogenannte „giebelständige Buden“, also Buden mit aufgesetztem Giebel zum Ausdruck kam. Im Zuge des britischen Bombardements Ende April 1942 wurde die Südseite völlig zerstört, auf der Nordseite blieb die historische Bausubstanz weitgehend erhalten. 

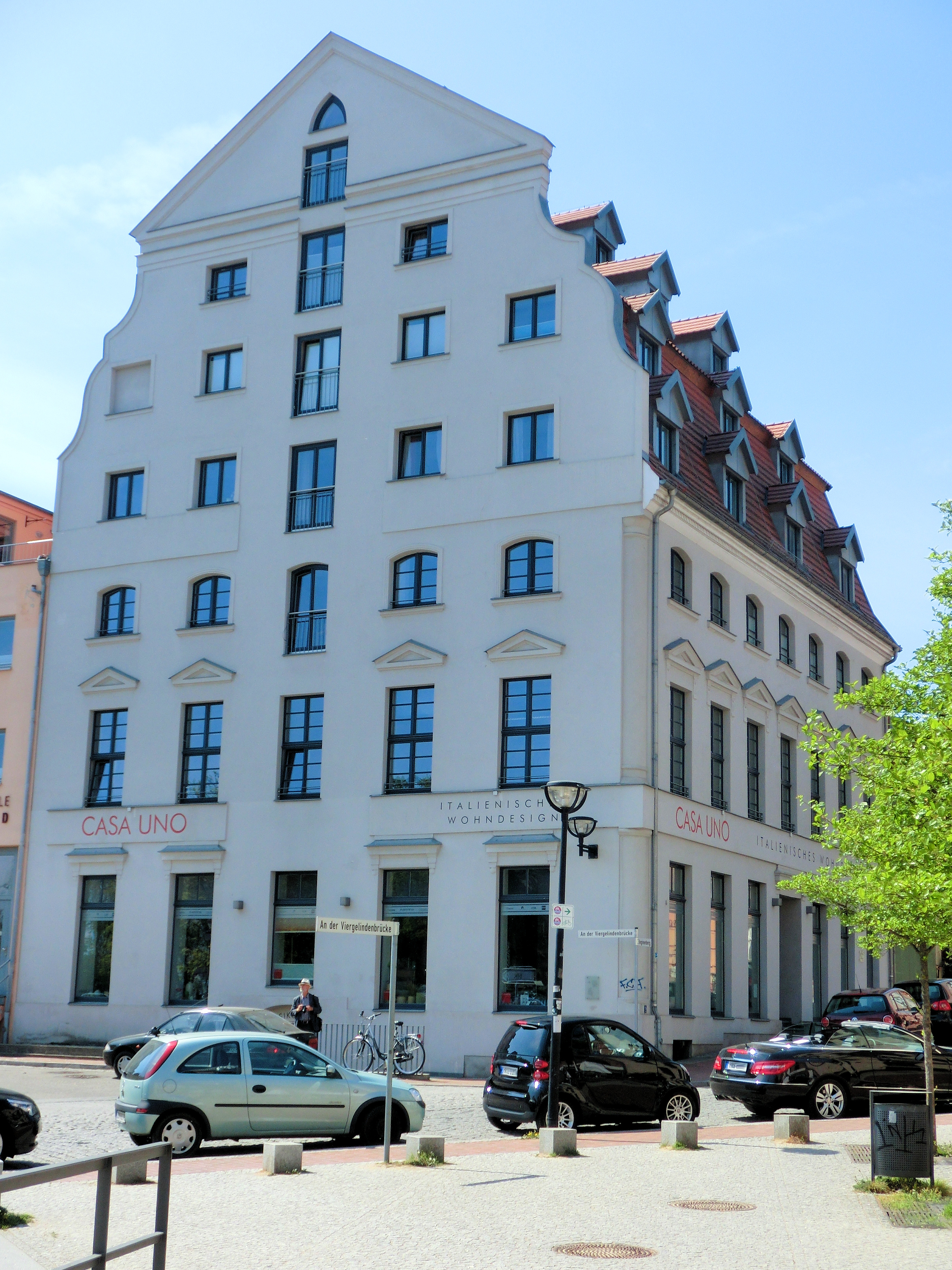
Beginenberg 1, ehemaliges Handels- und Lagerhaus, um 1800

Erwähnenswert ist der Beginenberg 1, ein großer, klassizistischer Speicher, in der Nummer 2 gibt es eine mittelalterliche Kelleranlage. Der Beginenberg 25–26 ist das ehemalige Vorderhaus des Tattersall Rostocks, der sich im dahinter liegenden Innenhof befand. Das Haus wurde in den 1870er Jahren erbaut, hat eine historisierende Fassade und wird heute als Hostel genutzt. Alle drei Gebäude haben den Status eines Rostocker Baudenkmals.
Heute ist der Beginenberg eine relativ ruhige Wohnlage.